# Rétorsion

## Politique internationale
La rétorsion est le moyen de contrainte consistant dans le fait pour un État de répondre par un usage rigoureux de son droit à des actes licites mais jugés inamicaux, commis à son égard par un autre État.
Exemple : expulsion réciproque d'agents diplomatiques ou limitation de leur déplacement ou l'établissement de visa, etc.

## Rhétorique
La « rétorsion » est l'argument qui consiste à mettre en évidence l'« autophagie » (étymologiquement l'idée « se mange elle-même ») qui est « l'incompatibilité d'un principe avec ses conditions d'énonciation, ses conséquences ou ses conditions d'application » comme dans l'expression « rail de sécurité destiné aux aveugles », qui fait référence à un panneau de signalisation qu'un aveugle ne peut évidemment pas percevoir,. 